# Defiant X
Defiant X — совместный проект вертолёта консорциума компаний Sikorsky и Boeing, на замену парка 

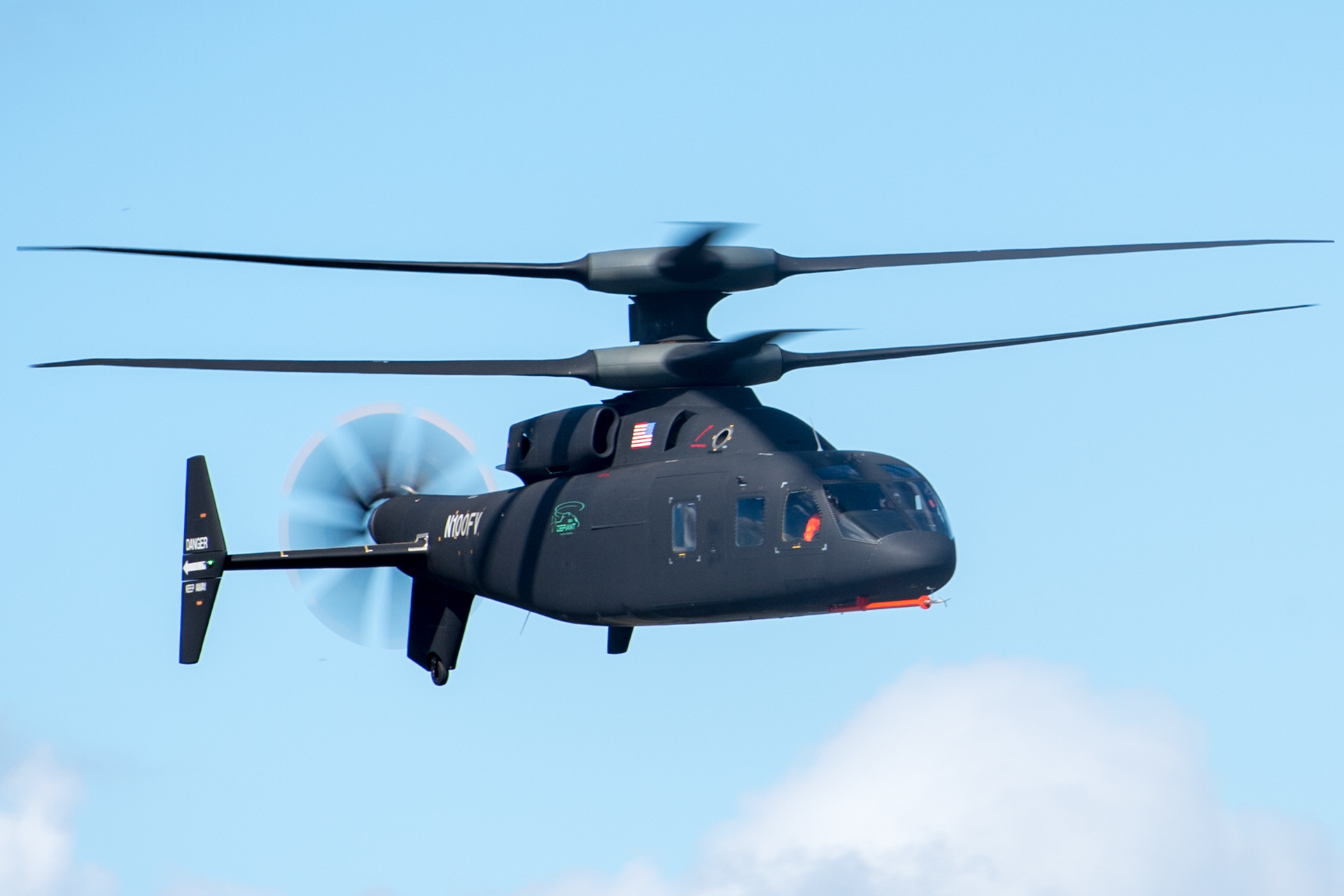
Sikorsky–Boeing SB-1 Defiant, демонстрационный полёт в феврале 2020 года

UH-60 Black Hawk в армии США.

## Разработка
Концепт вертолёта создан партнерами в качестве кандидата на участие в конкурсе армии США Future Long-Range Assault Aircraft (FLRAA) в рамках армейской программы Future Vertical Lift. Цель состоит в том, чтобы создать машину, которая сможет не только заменить Black Hawk, но и обеспечить более высокие лётные характеристики и вдвое большую дальность полёта.
В ближайшем будущем министерство обороны США должно будет сравнить вертолёт Sikorsky-Boeing Defiant X с конкурирующей разработкой от Bell Helicopter и выбрать наиболее удачный образец. До конца десятилетия планируется завершить разработку проекта-победителя, наладить производство и начать перевооружение армейских частей.
Разработка SB>1 Defiant ведётся с 2015 года. В перспективном вертолёте использованы наработки, полученные во время разработки и испытаний прототипов скоростных вертолётов X-2 и S-97 Raider. 
25 января 2021 года Boeing и Sykorsky раскрыли информацию о своем новом проекте. Для участия в новом этапе FLRAA они разработали многоцелевой вертолёт под названием Defiant X.
Обе компании представили общий облик своего вертолёта (смотри «внешнее изображение»), которому в ближайшем будущем предстоит побороться за контракты.
Цель конструкторов — создание малозаметного, скоростного, хорошо вооружённого вертолёта, способного маневрировать на высоких скоростях и проникать на вражескую территорию на малой высоте для доставки грузов и его последующей эвакуации.
Обе компании заявляют, что вертолёт Defiant X будет самым быстрым, манёвренным и живучим «штурмовым вертолётом» в истории авиации. В 2035 году и позже, когда такая техника получит широкое распространение в армии, прогнозируют настоящую революцию в области боевых возможностей. Defiant X сможет быстро преодолевать самые сложные маршруты, доставлять людей и грузы в указанную точку и покидать опасную зону с минимальными рисками.
Defiant X предназначается для перевозки людей и грузов. Габариты внутренних отсеков и грузоподъёмность пока не уточнялись. Также обеспечивается перевозка груза на внешней подвеске. В рекламных материалах изображается перевозка контейнеров и буксируемых орудий.
Defiant X проходит испытания в виртуальной среде. Компьютерная модель изделия проверяется на разных режимах и в различных ситуациях. За этим этапом последует доводка, после чего ожидается строительство опытного образца.
В октябре 2020 года лётчик-испытатель Sikorsky Билл Фелл, используя не более ⅔ возможностей крутящего момента и мощности двигателя прототипа вертолёта, в горизонтальном полёте разогнался более чем до 390 км/ч, а на снижении смог достичь 420 км/ч.
В январе 2022 года партнёры Lockheed Martin объявили, что и усовершенствованный вертолёт выполнил свои первые испытательные полёты по заданному профилю.
Во время полёта 5 января 2022 Defiant развил скорость 437 км/ч в горизонтальном полёте; это вдвое превышает скорость среднего вертолёта.

## Конструкция
Defiant X — вертолёт необычной схемы с двухвинтовой соосной несущей системой и толкающим винтом в хвосте. Комбинация несущих винтов и толкающего построена по технологии Sikorsky X2 Technology, считающейся главным результатом предыдущих проектов. Такая конструкция исключает неравномерность подъёмных сил на высоких скоростях, что характерно для конструкций с одним несущим винтом. На пониженных скоростях соосные винты обеспечивают вертолету хорошую управляемость.
Новый вертолёт будет иметь максимальную автоматизацию процессов пилотирования, а также возможно появление полноценного беспилотного режима. Это приведет, как минимум, к сокращению нагрузки на пилотов без потерь в основных характеристиках и возможностях.
Летно-технические характеристики Defiant X пока не оглашались. Видимо, он повторит или улучшит успехи предыдущего концепта SB>1, который в октябре прошлого года в горизонтальном полете развил скорость 390 км/ч. Для получения конкурентных преимуществ в конкурсе FLRAA может понадобиться дополнительный рост скоростных характеристик.